# Trimetilgalio

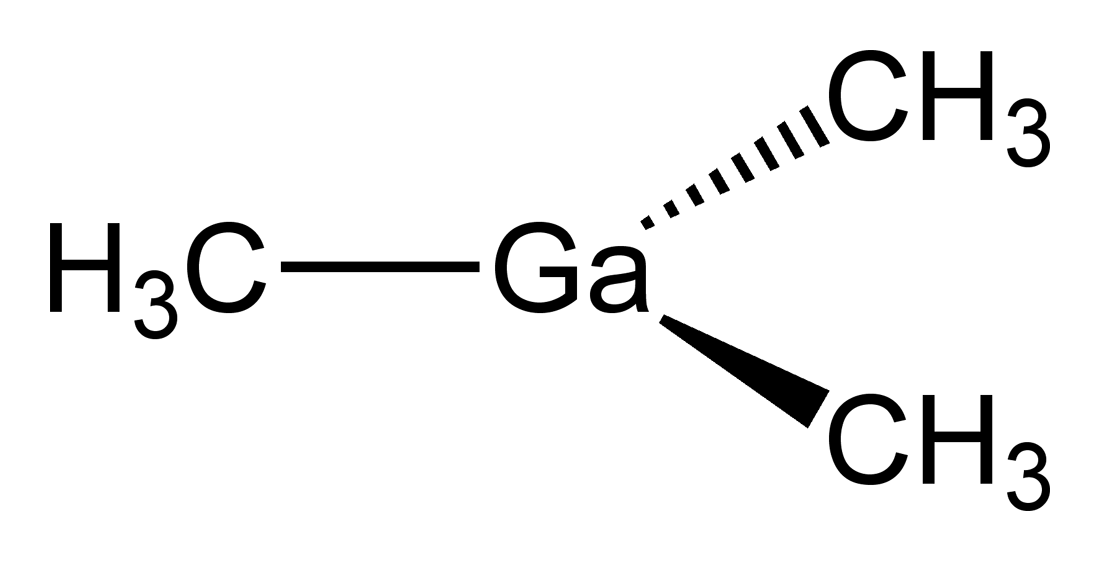
representación del TMG en 2 dimensiones.

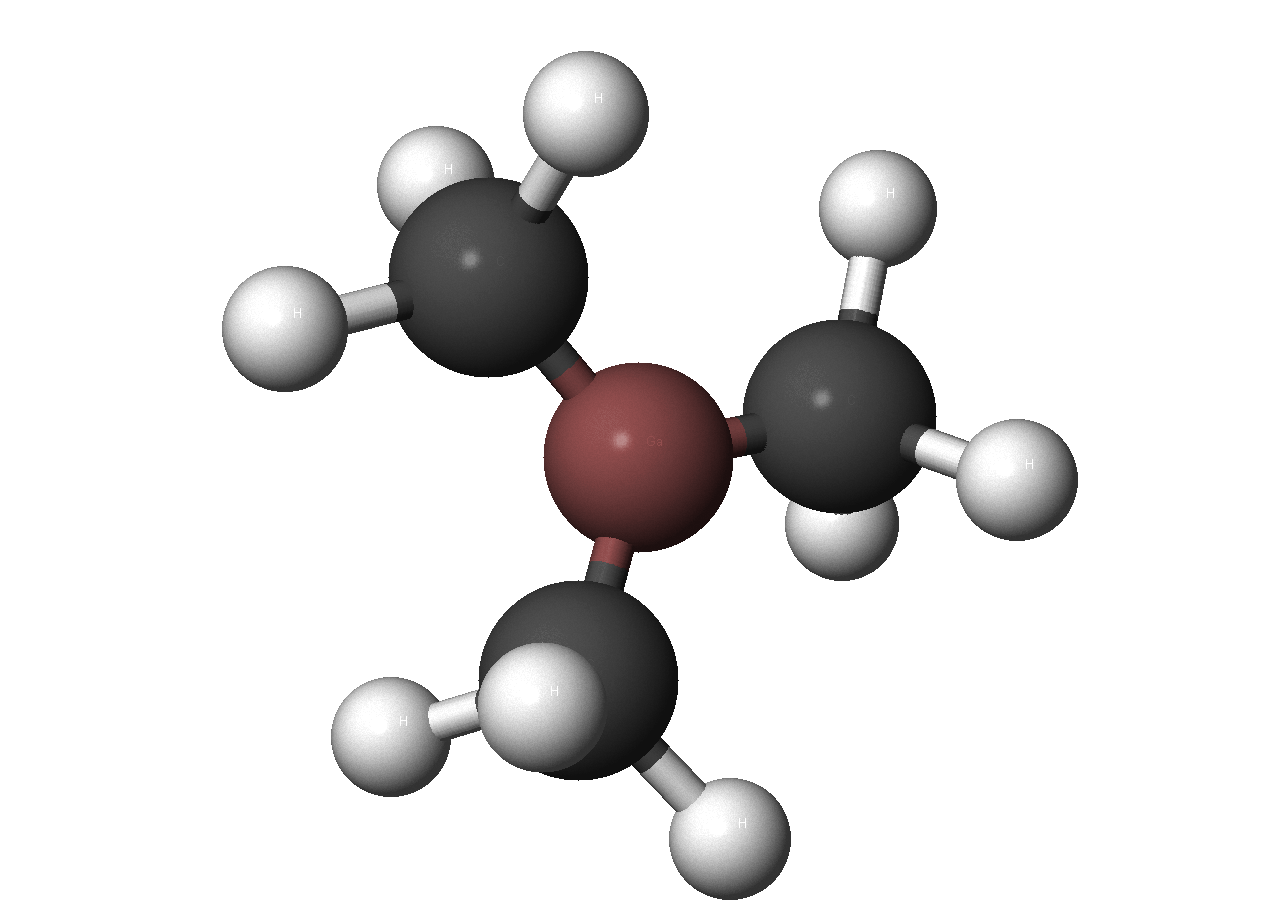
representación del TMG en 3 dimensiones.

El TrimetilGalio, (Trimethylgallium), o (TMG), Ga(CH3)3, (número CAS: 1445-79-0) es la fuente metaloorgánica preferida de galio usada en la epitaxia organometalica en fase de vapor (MOVPE), el proceso de fabricación de compuestos semiconductores que contienen Galio en diversas formas como, por ejemplo, el Arseniuro de galio GaAs, GaN, GaP, Antimoniuro de galio GaSb, GaInAs, InGaN, AlInGaP, GaInP o AlInGaNP. 
El TMG es un líquido de color claro, con punto de ebullición a 55.7 °C y punto de fusión (o punto de congelación) a -15 °C. El TMG es conocido por ser pirofórico, es decir, que se prende espontáneamente al contacto con el aire. Incluso las soluciones del TMG en hidrocarburos, cuando están saturadas suficientemente, se sabe que se prenden espontáneamente al contacto con el aire.
Se sabe que el TMG reacciona violentamente con el agua y otros compuestos capaces de proporcionar un ion hidrógeno activo libre (es decir un protón). Por tanto, la manipulacionn del TMG debe hacerse con mucho cuidado y precaución. Por ejemplo se debe almacenar en un sitio fresco y seco entre 0 y 25 °C, en atmósfera inerte.

## Materiales relacionados
- Arseniuro de aluminio (AlAs)
- Arseniuro de indio (InAs)
- Antimoniuro de galio (GaSb)
- Fosfuro de galio (GaP)
- Arseniuro de galio y aluminio (AlGaAs)
- Arseniuro de indio y galio (GaInAs)
- Fosfuro de galio y arsénico (GaAsP)
- Nitruro de galio (GaN)